# Franki
Franki so bili germansko ljudstvo, živeče na območju današnje Francije. Svoj čas so dosegali izjemne vojaške uspehe, največji med njimi je bil odvrnitev napada Arabcev, s čimer so jim preprečili osvajanje notranjosti Evrope. Najpomembnejši in najbolj poznan frankovski vojskovodja je bil gotovo Karel Veliki, ki je dosegal izjemne vojaške uspehe, postal vladar večine današnje celinske zahodne Evrope ter se dal leta 800 okronati za (rimskega) cesarja. Po njegovi smrti je enotna karolinška država propadla. 
Franki so tudi uvedli nov tip državne ureditve, fevdalizem.

## Začetki
Kralj Klodvik iz rodbine Merovingov je okoli konca 5. stoletja zedinil vse Franke, iz Galije pregnal še zadnjega rimskega namestnika in z vojnami razširil ozemlje svoje države, ki je na jugu segala do območja Loare, na severu pa do reke Meuse. Prav tako je sprejel krščanstvo. Sprejel je enoten (salijski) zakonik, kjer se oblast deli med vse legitimne sinove. Po njegovi smrti je začela država slabiti in se razdelila na štiri delne države znotraj kraljestva: Nevstrija, Avstrazija, Akvitanija in Burgundija.

## Majordomi
Šibkost vladarjev so izkoriščali majordomi, upravitelji kraljeve posesti in dvora. Sčasoma so postajali pomembnejši od kraljev. Prevzeli so poveljevanje vojski in pridobili zemljiška posestva (alode) ki so bila dedna in s tem se je kraljeva oblast še dodatno zmanjševala. Zato so od 8. stoletja naprej kralji raje  podeljevali zemljo skupaj s podložniki, kot plačilo za vojaško službo. Tako se je razvila nova družbena ureditev - fevdalizem.

## Vladarji
Kralji so bili vladarji le še po nazivu. Majordom Karel Martel je reorganiziral vojsko in premagal Arabce v bitkah pri Toursu in Poitiersu leta 732, cerkvi pa odvzel posestva, da je pokril vojaške stroške. Z njim se je začel vzpon dinastije Karolingov.
Njegov naslednik Pipin Mali je odstavil zadnjega merovinškega kralja in se leta 751 s pomočjo papeža oklical za novega kralja Frankovskega kraljetva. Za protiuslugo mu je Pipin Mali podaril del italijanskega ozemlja, ki ga je pridobil v vojni z Langobardi.
Po njegovi smrti je zavladal sin Karel Veliki, ki je močno povečal obseg države, jo centraliziral in ustanovil več kot 200 grofij. Papežu je pomagal premagati Langobarde, leta 800 pa ga je ta okronal za cesarja. Širil je krščanstvo in preganjal poganstvo ter razširil svoje pristojnosti tudi na cerkveno območje. V Aachnu je ustanovil dvorno šolo in bogato knjižnico. V šoli so učili gramatiko, retoriko, dialektiko, aritmetiko, geometrijo, astronomijo in glasbo.
Po smrti Karla Velikega je državo nasledil njegov sin Ludvik Pobožni, potem pa njegovi trije sinovi, ki so se zapletli v državno vojno. Leta 843 so podpisali pogodbo iz Verduna, s katero so si razdelili državo na tri dele: Zahodnofrankovsko, Vzhodnofrankovsko kraljestvo in pa osrednji del.

## Konec
Do konca 9. stoletja so nekdanje Frankovsko kraljestvo prizadeli številni vpadi ljudstev.